# Krossen, Agder
Krossen är en tätort i Lindesnes kommun i Agder fylke i södra Norge. Orten ligger vid fylkesväg 455 och Mandalselva. Här finns Holums kyrka.
Tidigare utgjorde orten centralort i dåvarande Holums kommun i Vest-Agder fylke.

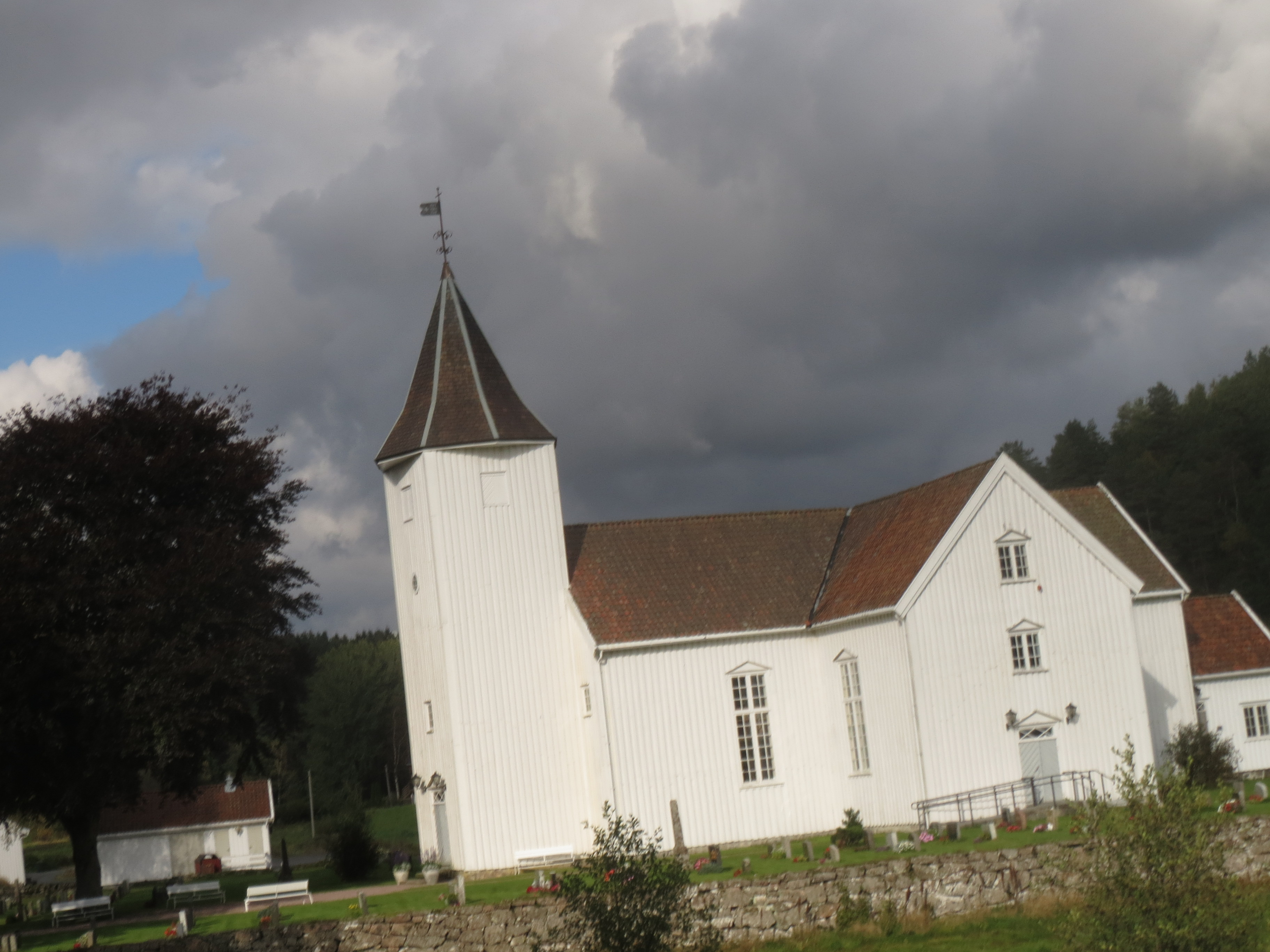
Holums kyrka.